# Giorgi Chkhetiani
 (juillet 2023).
Giorgi Chkhetiani (en géorgien : გიორგი ჩხეტიანი), né le 20 février 2003 à Tbilissi, est un footballeur géorgien qui évolue au poste d'arrière gauche au Dinamo Tbilissi.

## Biographie

### Carrière en club
Giorgi Chkhetiani est formé au SK Dinamo Tbilissi, où il fait ses débuts professionnels le 8 août 2021, remplaçant Nodar Kavtaradze (en) lors du match de Championnat de Géorgie contre le Saburtalo Tbilissi,.
En septembre 2021, Chkhetiani est prêté au SC Braga, club du championnat portugais,. Avec l'équipe des moins de 23 ans de Braga, il atteint la finale de la Taça Revelação, jouant au total 17 matchs pour deux passes décisives, entre la coupe et la Liga Revelação (pt),.
De retour en Géorgie avec le Dinamo, il prend ensuite part au titre des siens lors de la  saison 2022, sacrés champions pour la 19e fois de leur histoire.

### Carrière en sélection
Giorgi Chkhetiani est international géorgien en équipes de jeunes, comptant 10 sélection avec les moins de 17 ans, avant d'être appelé avec les moins de 19 ans à partir de 2021.

## Palmarès
| SK Dinamo Tbilissi - Championnat de Géorgie (1) - Champion en 2022 |